# Nędza (województwo opolskie)
Nędza – osada (wybudowanie) w Polsce, położona w województwie opolskim, w powiecie oleskim, w gminie Gorzów Śląski.